# سام هوسكين
سام هوسكين (بالإنجليزية: Sam Hoskin)‏ مواليد 29 ديسمبر 1979 في ديترويت، هو لاعب كرة سلة أمريكي. بدأ مسيرته الاحترافية في سنة 2003. يبلغ طوله 6 قدم 9 بوصة (2.1 م).

## المسيرة الاحترافية
لعب مع زينيت سانت بطرسبرغ في الدوري الروسي في موسم 2005–2006، ثم لعب مع نادي أولمبياكوس لكرة السلة في سنة 2007، ثم لعب مع نادي سيبونا لكرة السلة في موسم 2007–2008.

## روابط خارجية
- سام هوسكين على موقع الاتحاد الدولي لكرة السلة (الإنجليزية)
- سام هوسكين على موقع كرة السلة الأوروبية.كوم (الإنجليزية)
- سام هوسكين على موقع كلية كرة السلة في سبورتس رفرنس.كوم (الإنجليزية)
- سام هوسكين على موقع ريلجم (الإنجليزية)
- سام هوسكين على موقع بروبوليرز (الإنجليزية)
- سام هوسكين على موقع سبورتس رفرنس (الإنجليزية)